# Рошешуар-Мортемар, Луи II де
Луи II де Рошешуар (фр. Louis II de Rochechouart; 3 октября 1681 — 31 июля 1746, Суази-суз-Этуаль), герцог де Мортемар, пэр Франции — французский генерал.

## Биография
Сын Луи I де Рошешуара, герцога де Мортемара, и Мари-Анн Кольбер.
Герцог де Вивонн, маркиз де Моньевиль и Эверли, граф де Мор, барон де Мортеме, сеньор де Мортань, Саланьяк, Перюс, Сен-Виктюрньен, Серинье, Сен-Жермен, Люссак, Верьер, Буше-ан-Брен, Руасси и Бре-сюр-Сен.
Первоначально носил титул принца де Тонне-Шаранта, герцогом и пэром стал после смерти своего отца 3 апреля 1688.
В 1699 году вступил в мушкетеры, 10 апреля 1700 получил кавалерийскую роту в Королевском Руссильонском полку. В декабре отправился с полком в Италию, в сентябре 1701 участвовал в бою под Кьяри.
Полковник пехотного полка своего имени (30.03.1702), присоединился к нему в Кайзерсверте, который неприятель осадил в апреле. Содействовал обороне крепости, которой маркиз де Бленвиль руководил в течение 59 дней. В 1703 году был ранен в ногу в бою под Экереном, в 1704-м служил во Фландрской армии, не предпринимавшей активных действий, в 1705—1706 годах в Мозельской армии, в 1707-м в Рейнской армии маршала Виллара и поучаствовал во взятии Штольхоффенских линий и оккупации почти всего Пфальца.
Бригадир (19.06.1708), сражался при Ауденарде и Мальплаке. 22 февраля 1710, после отставки своего тестя герцога де Бовилье получил должность первого дворянина Палаты короля. Принес присягу 25 февраля. Отправившись во Фландрию, вошел со своим полком в Дуэ и участвовал в обороне города под командованием Альберготти. Осада продолжалась 52 дня и за это время Мортемар, командовавший пехотой, принял участие почти во всех вылазках. 8 мая командуя одной из них, с тысячей гренадер и двумя сотнями драгун, герцог убил более четырехсот человек в траншеях и взял много пленных, в том числе офицеров, и разрушил немалую часть осадных работ. После сдачи города Людовик XIV за отличие произвел Мортемара в кампмаршалы (2.07.1710).
В 1711—1712 годах герцог продолжил службу во Фландрской армии, в феврале 1712 сложил командование полком, после чего участвовал в атаке укреплений Денена, осадах и взятии Ле-Кенуа и Бушена. Переведенный в 1713-м в Рейнскую армию, он служил при осадах Ландау и Фрайбурга.
15 июня 1714 принес в парламенте присягу в качестве герцога и пэра, затем отправился в Каталонию, участвовал в осаде Барселоны и доставил королю известие о ее взятии. Гранд Испании 1-го класса (31.08.1714—4.09.1718, уступил это достоинство своему сыну).
7 сентября 1714 в Версале был назначен на пост губернатора Гавр-де-Граса, вакантный по смерти герцога де Бовилье. В сентябре 1719 отказался от этой должности в пользу герцога де Сент-Эньяна. Генерал-лейтенант (30.03.1720), рыцарь орденов короля (3.06.1724). Оставил военную службу.
В декабре 1728 или январе 1729 отказался от должности первого дворянина Палаты короля в пользу своего сына, которому в 1730 году передал герцогство и пэрию.

## Семья
1-я жена (20.12.1703, с церковного разрешения): Мари-Генриетта де Бовилье (14.04.1685—4.09.1718), дочь Поля де Бовилье, герцога де Сент-Эньяна, и Генриетты-Луизы Кольбер, приходилась ему двоюродной сестрой. В браке было два сына и четыре дочери, две из которых умерли в юном возрасте, а две стали монахинями в бенедиктинском монастыре в Монтаржи
Дети:
- Мари-Луиза (р. 23.09.1704)
- Луи-Поль (29.04.1710—4.12.1731), герцог де Мортемар. Жена (1730): Мари-Анн-Элизабет де Бово, дочь Пьера-Мадлена де Бово, маркиза де Риво, и Мари-Терезы де Бово
- Шарль-Огюст (11.10.1714—27.06.1743), герцог де Мортемар. Жена (1735): Огюстина де Коэткан (ум. 1746), дочь Жюля-Мало де Коэткана, графа де Комбура, и Мари-Шарлотты-Элизабет де Николаи
- Генриетта-Атенаис (р. 29.08.1715), называемая мадемуазелью де Тонне-Шарант, монахиня в бенедиктинском монастыре в Монтаржи

2-я жена (3 03.1732): Мари-Шарлотта-Элизабет Николаи (1705—5.03.1784), единственная дочь Никола II Николаи, маркиза д'Ивора, и Мари-Луизы де Бирон, вдова Жюля-Мало де Коэткана, графа де Комбура. Брак бездетный